# Renato Fucini
Renato Fucini, noto anche con lo pseudonimo di Neri Tanfucio, anagramma del suo nome (Monterotondo Marittimo, 8 aprile 1843 – Empoli, 25 febbraio 1921), è stato un poeta, scrittore e insegnante italiano.

## Biografia

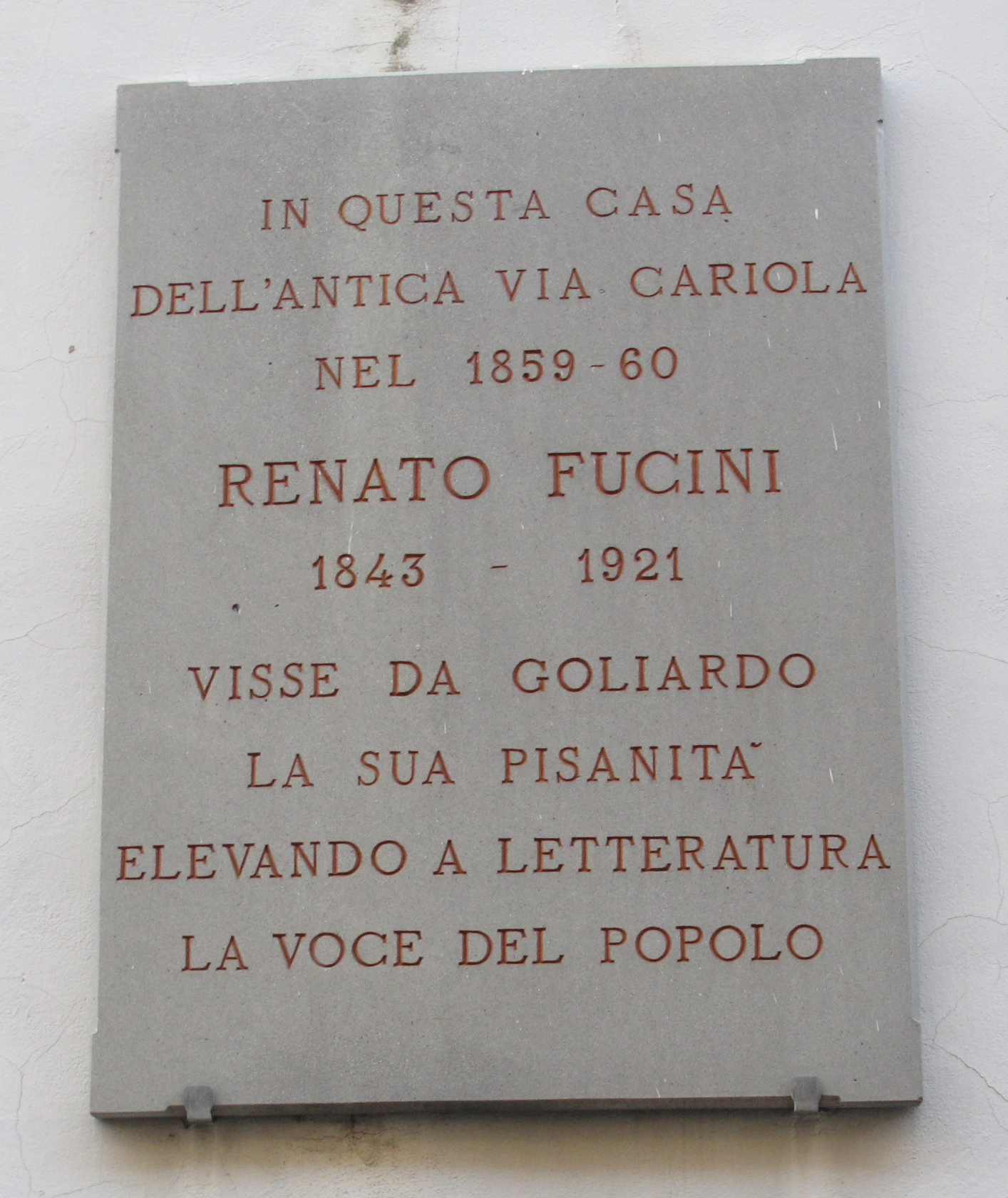
Targa a Pisa, via Giordano Bruno

Figlio di Giovanna Nardi e David Fucini, un medico della commissione governativa delle febbri malariche, trascorse gli anni della fanciullezza a Campiglia Marittima, in Maremma. Frequentò le scuole elementari dai Barnabiti a Livorno. Difficoltà finanziarie spinsero la famiglia a ritirarsi nell'abitazione avita di Dianella, presso Empoli. In seguito, quando il padre ottenne la condotta a Vinci, Renato poté studiare privatamente a Empoli. Nel 1863 si laureò in agraria all'Università di Pisa, dopo aver lasciato gli studi di medicina, e iniziò a lavorare come assistente nello studio tecnico di un ingegnere fiorentino. Nello stesso periodo prese a frequentare uno storico locale, oggi scomparso, il Caffè dei Risorti, dove, prendendo spunto da vari episodi tragicomici narrati da alcuni frequentatori, iniziò a comporre sonetti.
Grazie a questi componimenti si fece conoscere come poeta e nel 1871 uscirono i suoi Cento sonetti in vernacolo pisano. Esordì come prosatore nel 1877 con un reportage su Napoli (Napoli a occhio nudo: Lettere ad un amico). In seguito al successo letterario, si dedicò all'insegnamento, diventando professore di "belle lettere" a Pistoia e successivamente ispettore scolastico. A quest'ultima attività sono legate le novelle della raccolta Le veglie di Neri (1882), ambientate prevalentemente in Maremma, come pure le successive raccolte All'aria aperta e Nella campagna toscana. I motivi prediletti  sono quelli della vita agreste nelle zone che Fucini conosceva meglio: la Maremma e i borghi dell'Appennino pistoiese.
Renato Fucini, inoltre, dedicò a Giacomo Puccini una poesia per la prima dell'opera Madama Butterfly (1904); il testo della poesia si trova a villa Puccini, a Torre del Lago. La poesia fu poi musicata per una canzone di Renato Brogi, dal titolo, appunto, Gotine gialle:
E s'addormentano nelle culle d'oro
gli angeli biondi, gli angeli di Dio.
Dormi, dormi anche tu dolce tesoro
Fa' la nanna anche tu bambino mio.
E sognano dormendo gli angiolini
sognano fiori, farfalle e mandarini.
Sogna, sogna anche tu gotine gialle.
I mandarini, i fiori e le farfalle
Puccini, a sua volta, musicò due poesie di Fucini: E l'uccellino, dedicata ad un bambino, e Avanti Urania, composta per il varo di un piroscafo.
Dopo aver lavorato alcuni anni presso la Biblioteca Riccardiana di Firenze, nel 1906 fu messo in pensione e trascorse gli ultimi anni della sua vita tra la residenza di Dianella e quella di Castiglioncello, intrattenendo fitti e stretti legami con amici ed ex colleghi. Nel 1916 venne eletto socio dell'Accademia della Crusca. La morte lo colse il 25 febbraio 1921. L'ultima opera curata dall'autore, edita poco dopo la sua morte, Acqua passata: storielle e aneddoti della mia vita (1921), contiene scritti brevissimi, generalmente autobiografici.
Riposa nell’oratorio di San Michele a Dianella, attiguo alla dimora della famiglia Fucini, oggi di proprietà dei conti Passerin D’Entrèves, insieme alla moglie Emma Roster, al padre David, alla madre Giovanna Nardi, alle figlie e ad altri componenti della famiglia.

## Opere

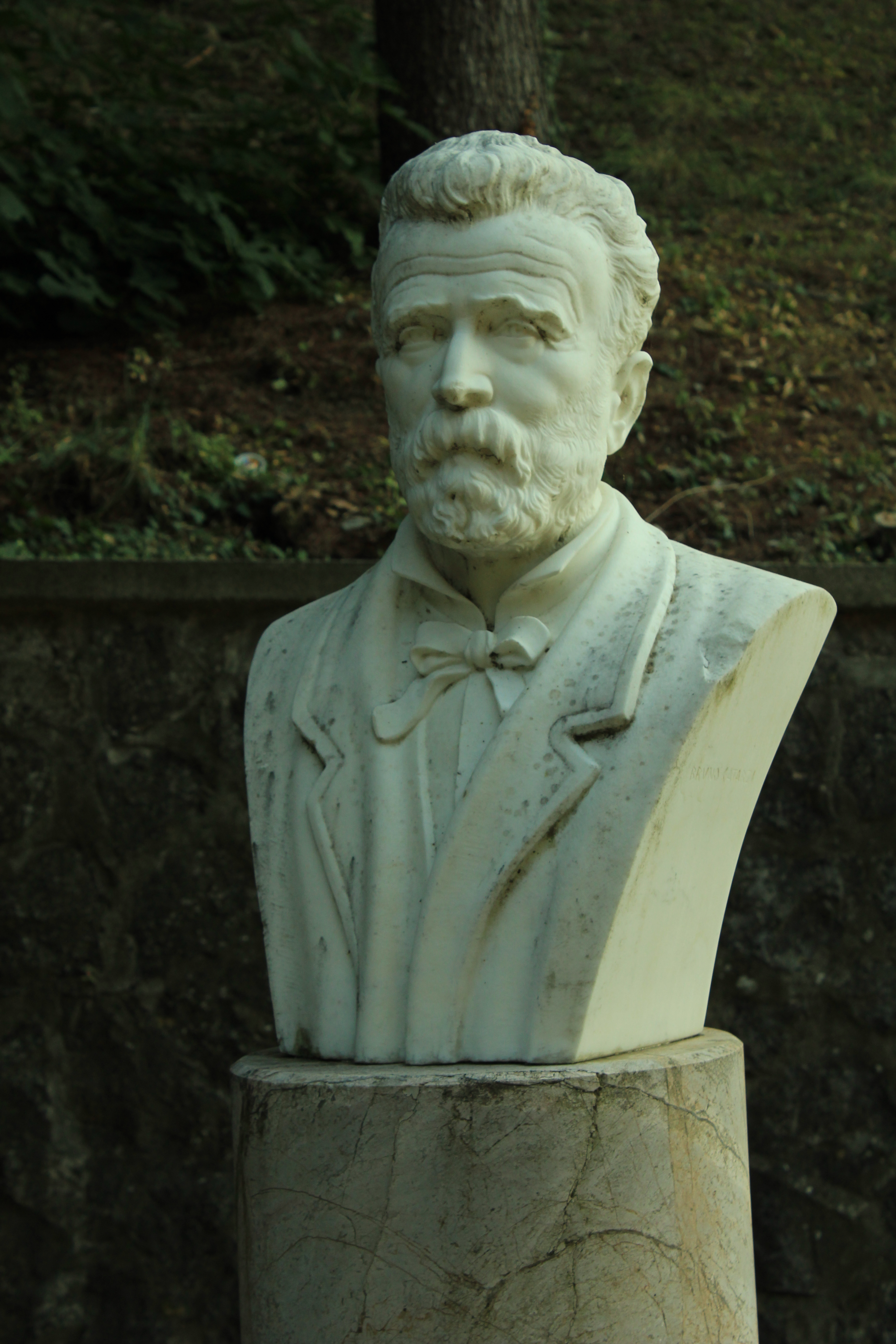
Busto di Renato Fucini a Monterotondo Marittimo

- Cento sonetti in vernacolo pisano di Neri Tanfucio (1872)
- Napoli a occhio nudo. Lettere ad un amico (1878)
- Le veglie di Neri. Paesi e figure della campagna Toscana (prima edizione: 1882)
- All'aria aperta (1897)
- Le poesie di Neri Tanfucio con l'aggiunta di 50 nuovi sonetti in vernacolo (1882)
- Il mondo nuovo. Libro di Lettura per la Terza classe elementare (1901)
- Il mondo nuovo. Libro di Lettura per la Quarta classe elementare (1904)
- Il bambino di gommelastica. Racconto, traduzione libera di Renato Fucini dal russo di D. V. Grigorovitch (1910)
- Nella campagna toscana. Tre nuovi racconti: Castore e Polluce, Tigrino, Il signor colonnello (1908)
- Acqua passata. Storielle e aneddoti della mia vita (1921)
- Foglie al vento (postumo, 1922)
- Il ciuco di Melesecche. Storielline in prosa e in versi (postumo, 1922)
- La maestrina. Novella (postumo, 1922)
- Lettere all'amico dei fichi d'India (postumo, 1943)